# Nathan Hales
Pour les articles homonymes, voir Hales.
Nathan Hales (né le 16 juin 1996 à Chatham (Kent)) est un tireur sportif britannique.
Il est champion olympique en fosse olympique aux Jeux olympiques d'été de 2024.